# Tambila fletcheri
Tambila fletcheri är en insektsart som beskrevs av William Lucas Distant 1918. Tambila fletcheri ingår i släktet Tambila och familjen dvärgstritar. Inga underarter finns listade i Catalogue of Life.